# 八角乡 (龙州县)
八角乡，是中华人民共和国广西壮族自治区崇左市龙州县下辖的一个乡镇级行政单位。

## 行政区划
八角乡下辖以下地区：
陇均村、龙边村、箕斗村、菊埂村、四平村、屏案村和八角村。